# Antonio Vázquez Megido
Antonio Vázquez Megido (Levinco, 26 de enero de 1961) es un deportista español que compitió en tiro con arco, en la modalidad de arco recurvo.
Participó en cuatro Juegos Olímpicos de Verano, obteniendo una medalla de oro en Barcelona 1992, en la prueba por equipo (junto con Juan Carlos Holgado y Alfonso Menéndez Vallín), el 29.º lugar en Moscú 1980 (individual), el 17.º en Seúl 1988 (equipo) y el 60.º en Atlanta 1996 (individual).
Ganó una medalla de bronce en el Campeonato Europeo de Tiro con Arco en Sala de 1998, en la prueba por equipo.
Por su triunfo olímpico, en 1994 fue galardonado con la Medalla de oro de la Real Orden del Mérito Deportivo.

## Palmarés internacional
| Juegos Olímpicos           | Juegos Olímpicos      | Juegos Olímpicos  | Juegos Olímpicos |
| Año                        | Lugar                 | Medalla           | Prueba           |
| -------------------------- | --------------------- | ----------------- | ---------------- |
| 1992                       | Barcelona (España)    | Medalla de oro    | Equipo           |
| Campeonato Europeo en Sala |                       |                   |                  |
| Año                        | Lugar                 | Medalla           | Prueba           |
| 1998                       | Oldenburgo (Alemania) | Medalla de bronce | Equipo           |